# California League
La California League è una lega minore del baseball USA.
Prima del 2002 era classificata come "High-A" league, indicando un livello superiore rispetto alle altre Class A, al quinto livello fra Rookie ball e le Major Leagues.
La lega fu fondata nel 1941, con squadre di Anaheim, Bakersfield, Fresno, Merced, Riverside, San Bernardino, Santa Barbara e Stockton. L'anno dopo, a causa della Seconda guerra mondiale, la lega scese a quattro squadre, prima di chiudere. Tornò nel 1946, aggiungendo Visalia, San Jose e Ventura dal 1947.  Reno aderì nel 1955.
Tutte le squadre oggi giocano in stadi che sono stati costruiti o ampiamente rinnovati dal 1990. Il numero di spettatori continua ad aumentare, con un totale di presenze che supera il milione. La lega è divisa in North Division e South Division.

## Squadre attuali

### Albo d'oro
- 2016 High Desert Mavericks
- 2015 Rancho Cucamonga Quakes
- 2014 Lancaster JetHawks
- 2013 Inland Empire 66ers
- 2012 Lancaster JetHawks
- 2011 Lake Elsinore Storm
- 2010 San Jose Giants
- 2009 San Jose Giants
- 2008 Stockton Ports
- 2007 San Jose Giants
- 2006 Inland Empire 66ers
- 2005 San Jose Giants
- 2004 Modesto A's
- 2003 Inland Empire 66ers
- 2002 Stockton Ports
- 2001 San Jose Giants and Lake Elsinore Storm
- 2000 San Bernardino Stampede
- 1999 San Bernardino Stampede
- 1998 San Jose Giants
- 1997 High Desert Mavericks
- 1996 Lake Elsinore Storm
- 1995 San Bernardino Spirit
- 1994 Rancho Cucamonga Quakes
- 1993 High Desert Mavericks
- 1992 Stockton Ports
- 1991 High Desert Mavericks
- 1990 Stockton Ports
- 1989 Bakersfield Dodgers
- 1988 Riverside Red Wave
- 1987 Fresno Giants
- 1986 Stockton Ports
- 1985 Fresno Giants
- 1984 Modesto A's
- 1983 Redwood Pioneers
- 1982 Modesto A's
- 1981 Lodi Dodgers
- 1980 Stockton Ports
- 1979 San Jose Missions
- 1978 Visalia Oaks
- 1977 Lodi Dodgers
- 1976 Reno Silver Sox
- 1975 Reno Silver Sox
- 1974 Fresno Giants
- 1973 Lodi Lions
- 1972 Modesto A's
- 1971 Visalia Mets
- 1970 Bakersfield Dodgers
- 1969 Stockton Ports
- 1968 Fresno Giants
- 1967 San Jose Bees
- 1966 Modesto Reds
- 1965 Stockton Ports
- 1964 Fresno Giants
- 1963 Stockton Ports
- 1962 San Jose Bees
- 1961 Reno Silver Sox
- 1960 Reno Silver Sox